# イー・タイプ
ボー・マルティン・エリク・エリクソン（Bo Martin Erik Eriksson、1965年8月27日- ）は、イー・タイプ（E-Type）のアーティストネームで知られる、スウェーデン・ウプサラ出身のシンガーである。

## バイオグラフィー
スウェーデンのウプサラにて、1971年より今日まで放送中のサイエンステレビ番組「Vetenskapens Varld （World of Science）」の進行役で知られる、父、ボー・グスタフ・エリクソンと母、エリザベスとの間に生まれる。
10代の時、ストックホルム西郊外のブロマへ引っ越すと、1980年代に入り、マニーニャ・ブレイドやヘクセンハウスといったバンドでドラマーとして参加。ミュージシャンとして活動を開始するが、1991年になると、当時ミュージシャンとして活動していたスタッカー・ボーと出会い、シンガーへと転向。 "We Got the Atmosphere"と"Numania 1"なる2枚のシングルをリリース、また1993年中期には、"I'm Falling"なるシングルをいずれもリリースしているが、いずれも不発に終わっている。
1994年10月、ストックホルム郊外のシェイロン・スタジオにて、プロデューサー/ソングライターのデニス・ポップとマックス・マーティンを迎え、デビュー作となる『Made In Sweden』を発表。このアルバムより、"Set The World On Fire"がスウェーデンのシングルチャートで1位、アメリカ・ビルボードのクラブチャートで22位を記録し、他にも"This Is The Way"が、同ビルボードのクラブチャートで15位を記録。また『Made In Sweden』も国内のアルバムチャートで最高2位を記録、26週にわたってランクインし、ベストセラーアルバムとなる。またこのアルバムで日本でもデビューを飾る。
1996年10月には、2枚目のアルバム『The Explorer』を発表。このアルバムからも"Calling Your Name"、"Back In The Loop"、"I Just Wanna Be With You"などの曲がスウェーデン国内でヒット、中でも"Calling Your Name"はアメリカ・ビルボードのクラブチャートで17位を記録するヒットとなった。
1998年11月には、3作目となる『Last Man Standing』を発表。スウェーデンとフィンランドのアルバムチャートで1位を記録した他、このアルバムから"Here I Go Again"が、やはりスウェーデンとフィンランドのシングルチャートで1位を記録するヒットとなり、また隣国ノルウェーで3位、デンマークで4位、ベルギーで9位を記録するヒットとなる。
2000年には、UEFA EURO 2000の公式ソングとして、"Campione 2000"をレコーディング。スウェーデンで2位、開催国のオランダでも4位を記録し、また同曲は、イギリス・ボルトン・ワンダラーズFCのスタジアム・チャントにも使われている。
2001年には、4作目となる『Euro IV Ever』を発表。スウェーデンのアルバムチャートで2位、フィンランドの同チャートで3位、またカナダでも9位を記録している。
2004年には、5作目の『Loud Pipes Save Lives』を発表。やはりスウェーデンのアルバムチャートで2位を記録。また、これまでE-TYPEのアルバムで、レコーディングを共にしてきた女性シンガー、ナナ・ヘディンが、同作を最後にE-TYPEへのアルバムに参加しないことを表明。2人にとって最後のコラボレーションとなった"Paradise"は、スウェーデンのシングルチャートで2位を記録するヒットとなっている。
2007年には、6作目の『Eurotopia』を発表。新たに女性シンガーとして、当時22歳だったサンヌ・カールソンを起用。同国のアルバムチャートで10位を記録する。
その後、しばらく鳴りを潜めるが、2011年1月に、新たなソングライターとして、シェルバックを起用した新曲"Back 2 Life"を発表、また翌2012年には、"Campione 2012"を発表し、健在ぶりを示した。

## 特徴
彼の楽曲は、主に1994年に発表された『Made In Sweden』から共演してきた女性シンガー、ナナ・ヘディンが担当しているモノが多いが、ライヴパフォーマンスでは、ディー・ディマーバッグをはじめとする、別の女性ダンサーが担当している。その為、ナナ・ヘディンの歌う声に合わせて、口パクで歌っている。
またE-TYPEの楽曲は、世界的なフィットネスクラブ、レス・ミルズ・プログラムの中で、ボディパンプの音楽として、頻繁に用いられていることでも知られている。

## 作品

### シングル
- Campione 2012(2012)
- Back 2 Life(2011)
- The Tide(2008)
- Ding Ding Song(2008)
- Line of Fire(2008)
- Eurofighter(2007)
- True Believer(2007)
- The Predator / Far Up in the Air"(2005)
- Olympia (2004）
- Camilla (2004)
- Paradise (2004)
- Banca banca (2002)
- Africa (2002)
- Euro IV Ever (2001)
- Life (2001)
- Es ist nie vorbei (2000)
- Campione 2000 (2000)
- Princess of Egypt (1999)
- Here I go again (1999)
- Hold your horses (1998)
- Angels crying (1998)
- You will always be a part of me (1997)
- I just wanna be with U (1997)
- Back in the loop (1997)
- Calling your name (1996)
- Free like a flying demon (1996)
- Set the world on fire 95 (1995)
- Russian lullaby (1995)
- This is the way - the remixes (1995)
- Do you always (have to be alone) (1995)
- Far up in the air / The predator (1995)
- This is the way (1994)
- Set the world on fire (1994)
- I'm falling （1993）
- Numania1 & Obey (1992)
- We got the atmosphere (1991)

### アルバム
- Eurotopia (2007)
- True Believer (2007)
- Loud pipes save lives - sports edition (2004)
- Loud pipes save lives (2004)
- Greatest hits / Greatest remixes (1999)
- Last man standing (1998)
- The Explorer (1996)
- Made in Sweden (1994)